# Кадусии
Кадусии или Кадузии (Qādūsīān, лат. Cadusii, др.-арм. Կատիշք, Katishk', др.-греч. Καδούσιοι, Kadoúsioi,тал. Kadusijon / Кадусиён) — античное ираноязычное племя, жившее в горах Парахоафра к юго-западу от Каспия, на границе Атропатены (в районе современного Иранского Азербайджана и Гиляна). По Роберту Хьюсену кадусии жили на берегу реки Гарасу, которая находилась на востоке от Ардебиля. По мнению Стефана Византийского, кадусии обитали на большой территории, которая располагалась между Каспийским и Чёрным морями.
По сведениям Плиния, на которого ссылались историки, такие как Бартольд В. В., Дройзен И. Г., Карпов Г. И., Ямпольский З.И., Б. Дорн, Грантовский Э. А., кадусии — греческое, a гелы — восточное название одного и того же племени.
Дарейты, которые были единоплеменниками кюринских массагетов считались частью кадусиев. Александр Ходзько следы кадусиев находил в имени гилянской деревни Кадусера. От этнонима кадусиев возможно было образовано название Бадуспан По мнению Гёрреса одним из предводителей кадусиев был див Какви. Агафий Миринейский говорил, что Сасан был в стране кадусиев. Артаксеркс (Ардашир І), свергнувший с престола Артабана IV, был сыном жены чеботаря, Пабека, жителя области Кадусийской.
Генри Роулинсон в своих трудах пишет: 
Нам остается только вспомнить, что Мидия постоянно подвергалась вторжениям с севера, что в течение двадцати восьми лет во время правления Киаксара она находилась под скифским игом, и что жители, по всей видимости, настолько смешались со скифскими племенами саков и кадусиев, что наиболее информированные историки во многих случаях не смогли провести различие между ними, чтобы допустить возможный скифизм первоначальной речи мидийской расы. Не может быть никаких сомнений, что кадусийская война, описанная Ктесием как произошедшая во время правления Артея, относится к мидийскому восстанию при Дейоке, и возможно также, что кадусийская экспедиция Артаксеркса, о которой сообщает Плутарх, была проведена против того же народа. 
В грузинском сочинении 12 века «Дилариани» сказано, что народ кадусиев, царю которого Фарсману подчинялись колхи, жители Сагабунио и Брутоса, поклонялся Армазу, Задену, Гацу и Гаиму. Кадусии, как видно из карт Кипперта, жили у берегов Каспийского моря, на правом берегу Аракса, в Сагартии. В страну этих кадусиев действительно вступал Александр. Кадусии считались пешим народом, которые сражались копьями.
Армаз — это зорострийский Ормузд, а Заден (пехл. Йазадан) — культ ведийского божества Митры.

## Происхождение

Скифское царство в работах Дьяконова И. М.

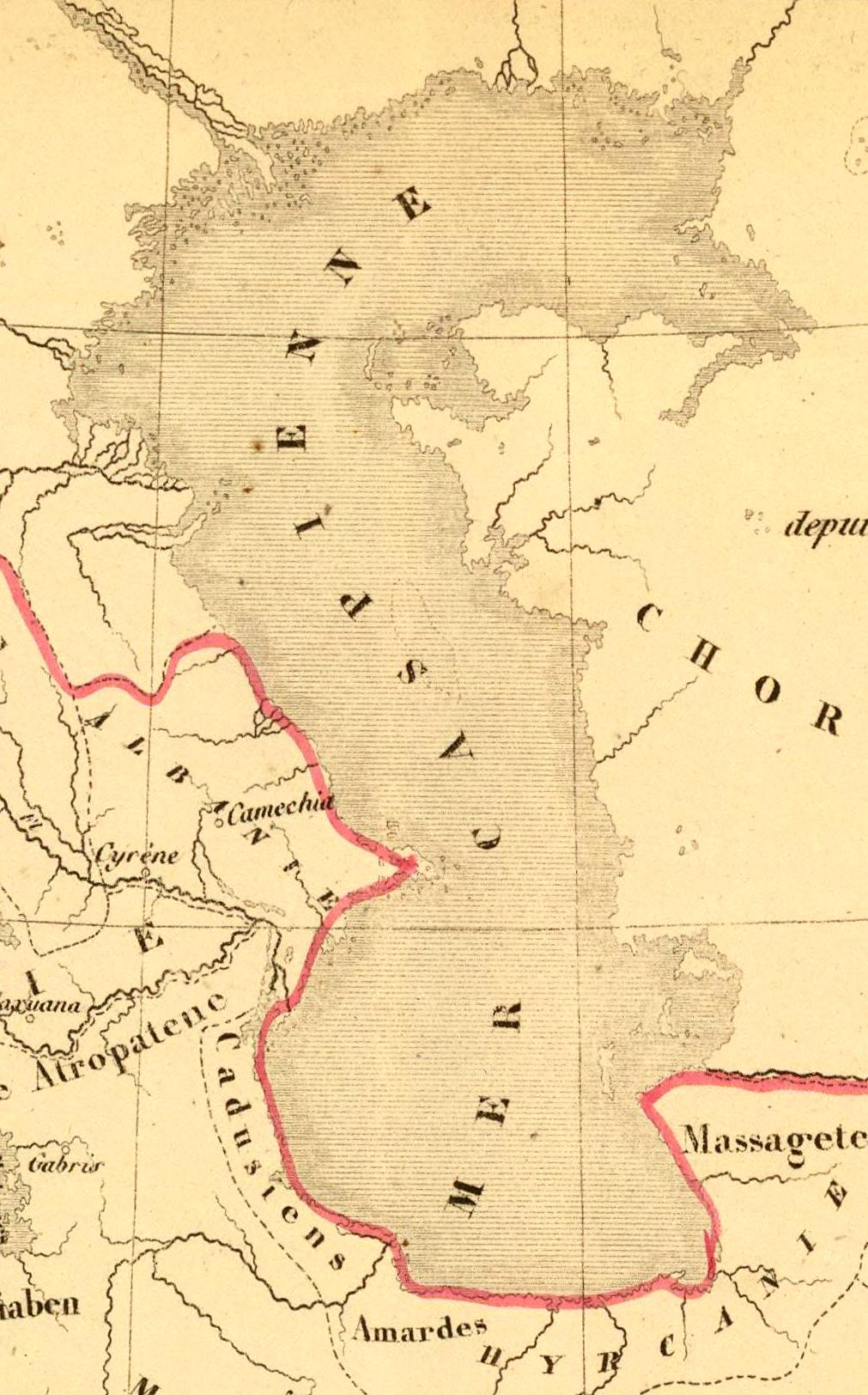
Кадусии на карте Антуана Филиппа Хузе (Antoine Philippe Houze)

Существуют несколько версий происхождения кадусиев и исследователи по-прежнему не могут сойтись во мнении, принадлежали ли эти племена к иранским или к другим группам племен. Однако о самих кадусиях известно не так уж мало. По мнению историков, кадусии представляли основное население Гиляна, одного из регионов Ирана, а также проживали в Иранском Азербайджане. Тит Ливий считал кадусиев и мидян народом единого происхождения. Джордж Роулинсон относил кадусиев, к племенам арийского происхождения, а вот Щекатов А. М. ссылаясь на Татищева В.Н ., отмечал, что кадусии народ происходящий от греков. И. М. Дьяконов говорил, что кадусии наряду с другими племенами фактически составляли основную массу населения Скифского царства. Он также подчеркивал родственную свзяь каспиев и кадусиев с племенем касситов, которые имели индоевропейское происхождение. Играр Алиев придерживался такого же мнения, что и Дьяконов И. М. и утверждал, что в раннеантичный период кадусии скрывались под наименованием «каспиев», являвшимся, предположительно, общим обозначением племён юго-западного Прикаспия. И в более позднее время «Земля кадусиев» и «Земля каспиев» — понятия равнозначные. Поэтому исследователи полагали, что кадусии входили в XI сатрапию. Михаил Ихилов опираясь на Играра Алиева приводил мнение, что кадусии был этнонимом кавказских албанов и общим наименованием нескольких родственных племен, в том числе гелов и легов. Большинство историков таких как: Пигулевская Н. В., Бернштам А. Н., Маркварт Й., Фрай Р. Н., Харматта Я., Кляшторный С. Г., Еремян С. Т., Минорский В. Ф., относят кадусиев (кадисенов) к эфталитам, которых европейские историки называли белыми гуннами. В свою очередь эфталиты с которыми отождествляют кадусиев, являлись одним из племенем массагетов. Массагеты тем временем являлись как раз скифским племенем, а по другим источникам были отнесены к сарматами. Струве В. В. массагетов связывал с саками. Морошкин Ф. считал, что кадусии другое называние скифов. О скифском происхождении кадусиев в своих трудах также отмечали Дворецкий И. Х. и Корольков Д. Н. Афрасиаб, которого идентифицируют с мидийским царем Астиагом, был правителем туранцев — древних кочевых и полукочевых ираноязычных саков и отоджествлялся Эрнстом Герцфельдом с царем кадусиев Парсондом. Абаев В., цитируя Плиния отождествлял кадусиев с легами или аорсами, а Птолемей называл местность в Гиркании арсийской. Туаллагов А.А наряду с Л.А Ельницким предполагает, что кадусии (гелы) имели киммерийское или сарматское происхождение. Кадусиев античные авторы по ошибке относят к эламитам, но поздние авторы все же указывают, что под эламитами на самом деле имелись ввиду дейлемиты. В эпоху средневековья этноним кадусиев был замещен этнонимом дейлемитов. Кадусии позже упоминались под называнием халибов.
Геродот понимал под гелонами совсем не то, что другие греческие, а позднее латинские авторы. Греки смешивали имена будинов и гелонов, вероятно потому, что реальные племена, которым они давали эти наименования, — будии-удины и гелы-кадусии — также были для них почти неразделимы. Геродот же прилагает имя гелонов к тем эллинизированным варварам, которые изъяснялись и по-скифски, и по-гречески и восприняли греческие обычаи.
По замечанию Седова А. В., этнически кадусии возможно были восточными кавказцами (хурриты и.т.п.), которые вместе с другими племенами объединялись под названием «каспии» (Каспиев греческие историки называли также массагетами, то есть «большими саками», а Пьянков И. В. говорил, что памирские «саки» являлись частью древних каспиев). Толстов С. П. считал, что называние Хорезм переводится как «Страна хурритов» — Хваризам. Версия о хурритском происхождении кадусиев является скорее гипотезой, чем доказанным фактом, потому что по словам Эдвина Грантовского, мнения, что говорящие на них лишь перешли на иранскую речь в поздний период, бездоказательно и, очевидно, неверно. Кадусии, по свидетельству античных авторов, — это тот же народ, что и более поздние гелы; известны отдельные имена кадусиев; все они — иранские. Грантовский Э. А. также сравнивает имя Датама вождя кадусиев со скифо-сарматскими именами.

## История
Согласно Эратосфену, известный грекам путь вокруг Каспийского моря вдоль берегов албанцев и кадусиев составляет 5400 стадий, а вдоль берегов анариаков, мардов и гирканов вплоть до устья реки Окса — 4800 стадий, а оттуда до Яксарта — 2400. По свидетельству Агафия именно через их землю прошел Сасан, имя которого дало название всей династии Сасанидов. Бернштам A. H. отмечал, что «Кадусия» была альтернативным названием Ктесифона, столицы парфян и сасанидов.
Кадусии жили в долине реки Карасу (в Карадаге) и в местностях по соседству с южным притоком Аракса. Эти земли входили в состав государства Атропатены, которое образовалось после смерти Александра Македонского. Оно имело весьма развитое сельское хозяйство и многочисленные ремесла. Важной военной опорой царя Атропатены были кадусии. Киран был одним из опорных военных пунктов и экономически развитым районом Атропатены. В греческих и латинским источниках они описываются как воинственные люди, которые, как говорят, не имеют никакой формы сельского хозяйства.

Сатрапия Кадусиев при Ахеменидах

В последние годы правления царя Артаксеркса II Ахеменидская держава была охвачена восстаниями. Восстание было и в Фавнетиде, где проживали племена кадусиев. Лишь с воцарением Артаксеркса III это восстание было подавлено. О кадусиях Майкл Морони собрал следующие сведения: в конце Парфянского периода этот немногочисленный ираноязычный народ жил в горах Синджара, в пятом веке они были ещё язычниками, в начале шестого века враждовали с арабами, во время правления Кавада (Qubad) атаковали город Нисибии, а в 578 году в армии сасанидов были кадишайе-христиане. Но речь китайского историка идет скорее всего о кадусиях — народе упоминаемом Дионосием Периегетом под примерно 160 годом после скифов, гуннов, каспиев и албан. Немецкий востоковед Йозеф Маркварт и нидерландский синолог Ян Якоб Мариа де Гроот для кадусиев приводят армянский вариант их называния Катиск, указывая при этом, что это одно из называний эфталитов-белых гуннов, также вероятнее всего ираноязычных. Кадусии участвовали в битвах при Даре и в битве при Гавгамелах. Отмечалось также что у них была конница. Не стоит забывать, что уже Фридрих В. Кёниг связывал племя кадусиев с народом Мачия из Бехистунской надписи и подчеркивает их связь с карийцами, называя кадусиев ещё и моряками. Явус Ахмадов говорил об участии кадусиев в образовании Албанского государства. Гаспаров Михаил Леонович отмечал, что кадусии как и другие прикаспийские скифские племена, ели сырую рыбу и носили шкуру каспийского тюленя.

## Потомки
Многие советские историки считали, что потомками кадусиев являлись талыши или гиляки. В некоторых источниках кадусии отождествляются с кардухами и счтаются предками современных курдов.
По словам Мосэ Джанашвили, кадусиев (соседей каспиев, сагартийцев, гелов и гурганцев), входящих в состав царства до-арийской Мидии, грузинские источники прямо называют грузинами, а, по их мнению, они, кадусии, могли быть собственно катухами-катехами-катами-кахами. Современный грузинский историк Джуаншер Леванович Ватейшвили придерживался того же мнения, что грузины потомки кадусиев.

## Правители
- Парсонд
- Онаферн
- Артагерс[122]
- Веленус
- Танаоксар
- Датам
- Рафин[123]
- Гадар